# Castanheta-das-rochas
Abudefduf saxatilis, comummente conhecida como castanheta-das-rochas, é um peixe da família dos Pomacentrídeos, nativos de todos os mares tropicais e subtropicais do mundo.

## Nomes comuns
Dá ainda pelos seguintes nomes comuns: castanheta (não confundir a Abudefduf luridus , nem com a Chromis limbata, que com ela partilham este nome), píntano, sargento, sargentinho ou sargento-do-Atlântico.
Devem o seu nome "sargento" às barras que fazem lembrar a insígnia militar correspondente.

## Descrição
Tem um corpo ligeiramente ovalado e achatado, exornado com cinco barras pretas verticais, sobre um fundo colorido, cuja tonalidade alterna do amarelo-claro ao laranja, ao esverdeado ou mesmo ao azulado, sendo que o dorso costuma ser mais escuro. Costumam medir entre  8 a 15 centímetros de comprimento, se bem que há registo de espécimes que ascenderam aos 20 centímetros.

## Comportamento
É uma espécie gregária que vive em pequenos grupos de 5 a 30 indivíduos, alimentando-se de vegetais e pequenos invertebrados, como larvas de moluscos, crustáceos, zooplâncton e algas. Os seus principais predadores pertencem às famílias dos Labridae e Serranidae.
Na época da reprodução, as fêmeas põem os óvulos (ou ovócitos) no fundo rochoso, escuro e escondido, longe da superfície, formando uma mancha de cerca de 30 centímetros  de diâmetro que será fecundada pelo esperma do macho. Os ovos são demersais e têm a particularidade de se fixarem às rochas por meio de filamentos semelhantes a cabelos. As fêmeas abandonam os ovos, mas os machos ficam junto da prole, protegendo-a, limpando o local, comendo detritos e fazendo circular a água com as barbatanas, de modo a permitir a correcta oxigenação dos embriões, que nascem poucas horas depois, ostentando uma coloração amarelada.
Têm-se tornado populares como peixes de aquário, ainda que se possam tornar agressivos, se não forem devidamente vigiados.

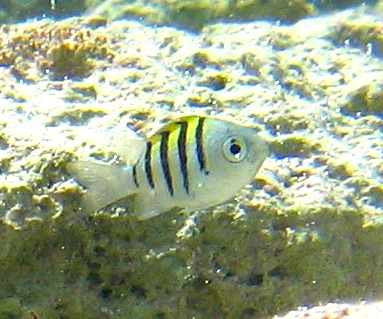
Sargentinho jovem (Abudefduf Saxatilis)

## Distribuição

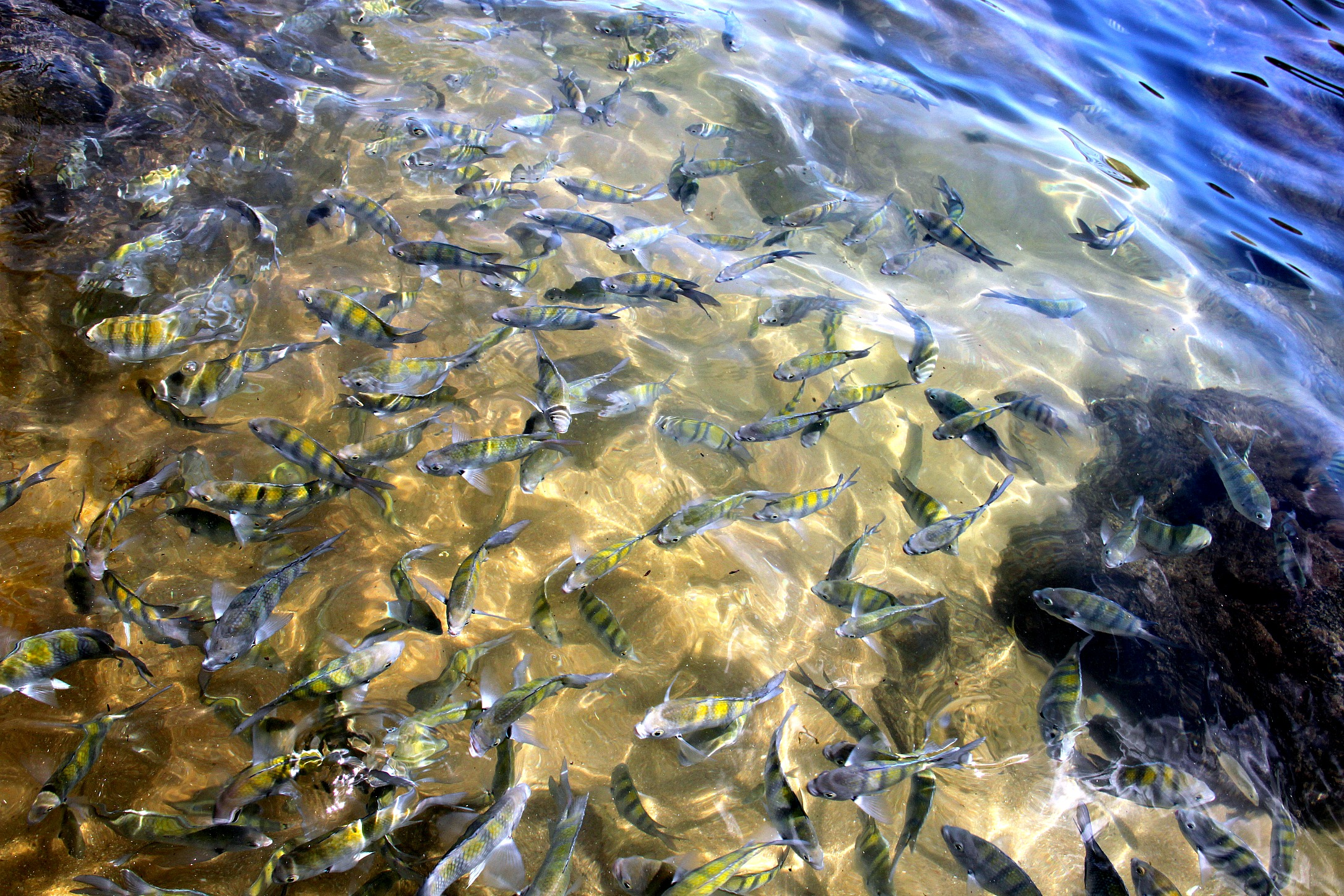
Cardume de peixe sargentinho (Abudefduf saxatilis) em Ilhabela, SP.

Habita as zonas tropicais e subtropicais do oceano Atlântico, com particular destaque para o arquipélago de Cabo Verde, o arquipélago da Madeira e a costa brasileira, privilegiando os ambientes de águas pouco profundas, com corais e rochas.

## Sinonímia
- Abudefduf ascensionis[5]
- A. sexatilis
- Apogon quinquevittatus
- Chaetodon marginatus
- C. mauritii
- C. sargoides
- C. saxatilis
- Glyphisodon moucharra